# Istituto di ricerche chimiche e biochimiche Giuliana Ronzoni
L’Istituto di Ricerche Chimiche e Biochimiche “Giuliana Ronzoni”  è una fondazione privata senza scopo di lucro. Il suo fine è la ricerca scientifica, pura ed applicata, nel campo della chimica e della biochimica.

## Storia
L’Istituto è sito a Milano in via Giuseppe Colombo 81. Esso fu fatto costruire tra il 1924 e il 1927 da Luigi Ronzoni (1881-1945), industriale tessile di Cesano Maderno e sensibile mecenate, che lo dedicò al nome di sua madre. La struttura fu ideata dal professore Ettore Molinari e progettata, in stile liberty e decò, dall’ingegnere Vittorio Molinari (figlio di Ettore), dall’architetto Giacomo Carlo Nicoli e dall’ingegnere Arturo Danusso, specialista del cemento armato.
Nato come istituto di perfezionamento post-universitario in chimica industriale, dal 1941 assunse l’attuale struttura di istituto di ricerche chimiche e biochimiche. Con Decreto del Presidente della Repubblica del 16 ottobre 1952, l’Istituto fu eretto in Ente Morale Privato, collegato con il Ministero dell’Istruzione, Università e Ricerca. Le attività di ricerca dell’Istituto sono finanziate dalla dotazione della Fondazione Ronzoni, da fondi pubblici e privati e da donazioni.

## Dotazioni
L’Istituto si sviluppa su circa 1.500 m² e dispone di laboratori per ricerche sperimentali in campo chimico e biochimico. Al suo interno operano gruppi di ricerca nel campo dei carboidrati e dei peptidi oltre a strutture analitiche specialistiche (es. NMR).

## Pubblicazioni
Negli ultimi cinquanta anni, l’Istituto ha pubblicato centinaia di lavori su riviste scientifiche internazionali e ha depositato numerosi brevetti.